# Torrejoncillo
Torrejoncillo és un municipi de la província de Càceres, a la comunitat autònoma d'Extremadura (Espanya).

## Demografia
| 2001 | 2002 | 2003 | 2004 | 2005 | 2006 | 2007 |
| ---- | ---- | ---- | ---- | ---- | ---- | ---- |
| 3524 | 3462 | 3422 | 3371 | 3373 | 3350 | 3337 |